# Ibá de Oxalufã

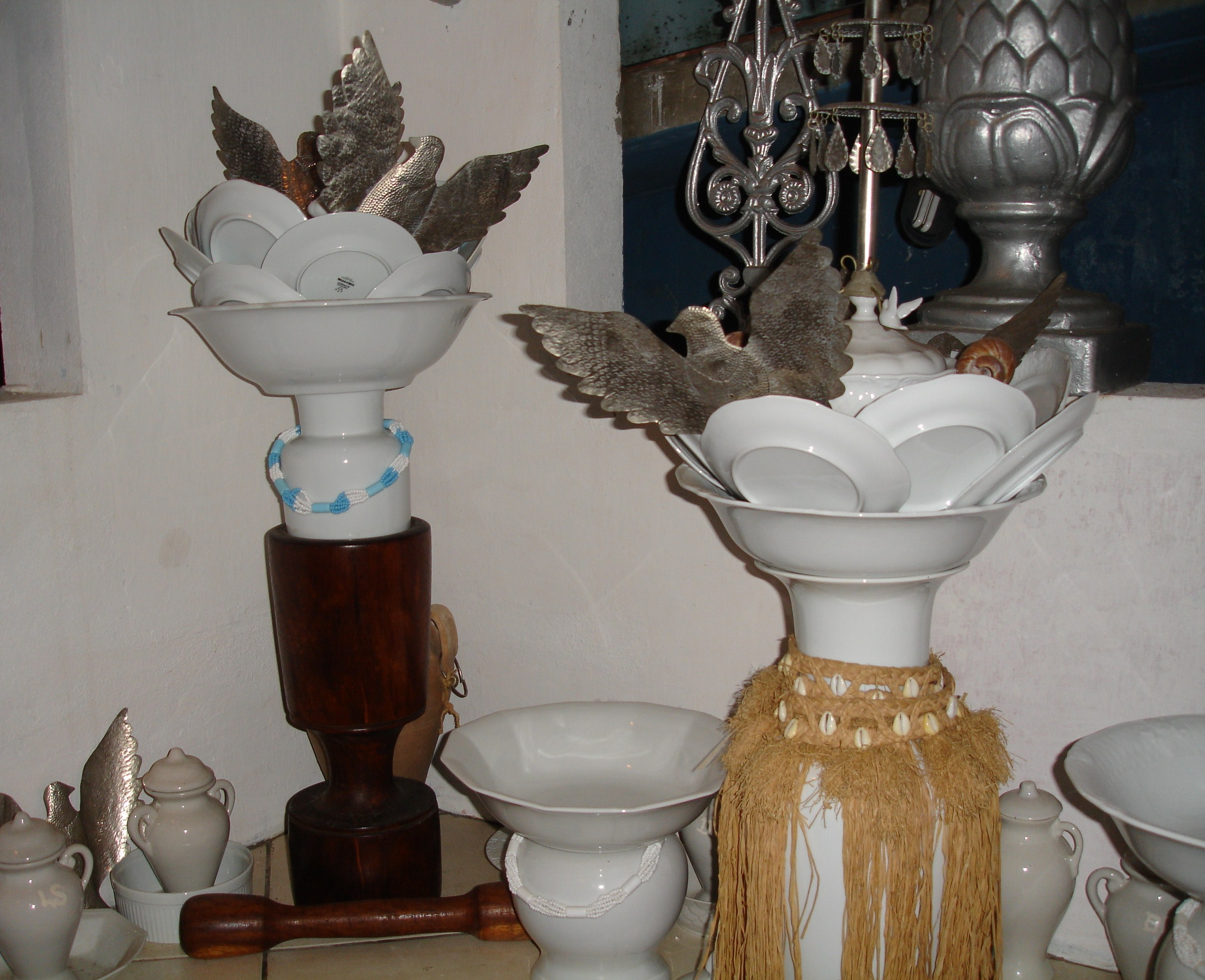
Assentamentos de Oxaguiã e Oxalufã. No candomblé do Ilê Axé Ijiná Ilu Oróssi

Ibá de Oxalufã (em iorubá: Igbá Oxalufan) ou assentamento de Oxalufã ou Oxalá como é chamado popularmente pelo povo de santo, são construídos com materiais de porcelana ou louça na cor branca, geralmente com um opaxorô preso na tampa que cobre uma terrina onde são guardados os objetos mais valiosos.

## Confecção
Dentro de uma terrina de porcelana ou louça branca são dispostos vários apetrechos, são encontrados uma média de dez (10) ou dezesseis (16): búzios, pequenas bolas de chumbo, obis, moedas de prata, confirmando sua ligação com os odus ofum e ejibê, e o sagrado apetrecho mais importante de todos os orixás, o otá, tudo isso conservado com manteiga de carité chamado de ori ou limo da costa.
A terrina é colocada no centro de uma bacia, também de porcelana, sobre dois (2) pratos que servirá de apoio e mais oito devidamente equilibrados simbolizando os pontos cardeais e pontos colaterais, ornados com cascos de Ibim utilizados nos sacrifícios e objetos de marfim.